# Thomas Horsfield
Thomas Horsfield, född 12 maj 1773 i Bethlehem, Pennsylvania, död 24 juli 1859 i Camden Town, London, var en amerikansk naturalhistoriker, samlare av fåglar från Sumatra och Java och auktor för 91 olika fågelarter.
År 1799 seglade han som skeppsdoktor till Kina och blev så fascinerad av ön Java att han 1801 flyttade dit för att arbeta som läkare. Där träffade han sir Stamford Raffles och tillsammans gjorde de upptäcktsresor i området och samlade specimen, främst insekter och örter. Han publicerade böcker om sina zoologiska studier och 1819 flyttade han till London där två år senare publicerade en systematik över Javas fåglar. Han var också med att sammanställa boken "Illustrations of Ornithology" från 1826 tillsammans med bland andra ornitologerna William Jardine, William Prideaux, John Selby och sir Stamford Raffles. Auktorsnamnet Horsf. kan användas för Thomas Horsfield i samband med ett vetenskapligt namn inom botaniken; se Wikipediaartiklar som länkar till auktorsnamnet.